# JSM Béjaïa

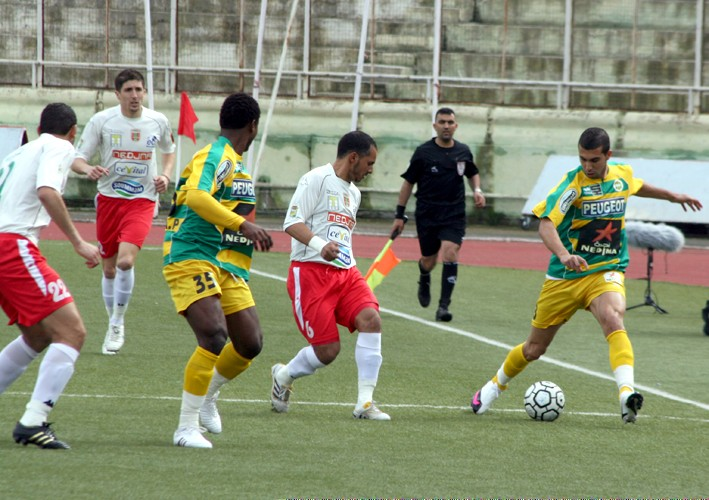
JSM Béjaia tegen JS Kabylie, 27 feb 2010

JSM Béjaïa is een Algerijnse voetbalclub uit Béjaïa die in de op een na hoogste Algerijnse voetbalklasse uitkomt. De club is in 1936 opgericht.

## Erelijst
- Beker van Algerije

Winnaar: 2008
- Algerian Ligue 1

Runner-up: 2011